# Aleramici
El Aleramici (família dels Alerams o Aleràmics) anteriorment coneguda com a Aleramidi, foren una important família feudal franca al Piemont, les diferents branques de la qual van governar el Montferrat, Saluzzo, Savona i altres terres entre Ligúria i Piemont. Alguns membres de la família van ser actius també al Regne de Jerusalem, al Regne de Tessalònica, i al Comtat de Sicília.

## Orígens
No és del tot clar ni l'origen ni la genealogia de la família, tant per l'escassetat o la falta de fiabilitat de les fonts com per les contradiccions causades per documents falsos forjats al segle xviii en suport de reivindicacions específiques d'heràldica i àmpliament utilitzats per historiadors del segle xix En els segles passats molts historiadors van tractar de rastrejar els ancestres d'Aleram, el fundador de la dinastia, que segons algunes fonts fantasioses seria descendent de Teodoric de Frísia o dels senyors de Kent. Altres historiadors, sobretot als segles xvi i xvii, van tractar en va de trobar la confirmació documental de la llegenda sobre l'amor que unia a Aleram amb Adelàsia, mítica filla de l'emperador Otó I
La dotació del monestir de Grazzano, un document del 961 informa que Aleramo era el fill d'un comte Guillem de llei sàlica (franc) i sembla plausible identificar aquest Guillem amb un personatge, probablement de l'estirp dels francs, que va entrar a Itàlia amb 300 soldats en el seguici de Guiu III de Spoleto el 888 i que era actiu el 924 a la cort de Rodolf II de Borgonya, rei d'Itàlia. Els orígens d'Aleram s'haurien de buscar (i s'han fet diverses hipòtesis) en els territoris de l'antic regne de Lotari I. Els orígens de la família d'Adelàsia, la primera esposa d'Aleram i progenitora dels alerams (aleràmici), segueixen sent desconeguts. És cert que Aleram es va casar després amb Gerberga, la filla del rei Berenguer II d'Itàlia, i que aquest matrimoni li va permetre adquirir el títol de marquès entre l'any 958 i el 961. L'origen imperial d'Adelàsia sembla una llegenda creada només per donar més llustre a la seva descendència.
Aleram de Montferrat pot ser considerat el veritable i efectiu fundador de la dinastia aleràmica. Va gaudir de gran prestigi tant amb els reis d'Itàlia Hug de Provença, Berenguer II i Lotari II com a la cort de l'emperador Otó I, com es demostra per diverses donacions de terres, que es van afegir als béns que ja posseïa a la comarca de Vercelli a Llombardia, i el títol de marquès que li va assignar Berenguer II. El 967 Otó de Saxònia li va donar un vast territori entre el d'Orba i el Tanaro, que arribava al sud fins a la rodalia de Savona. Aquesta terra, boscosa i no cultivada, havia estat devastada durant les batudes del segle anterior pels bandits i sarraïns procedents, o almenys afavorits, per l'emirat sarraí de Frassineto al sud de França. Aquest territori s'hauria anomenat "Vasto" o "Guasto" i molts successors d'Aleram foren anomenats "marquesos del Vasto". Durant diversos segles, segons diu Richard Musso, el nom es va mantenir en ús per al territori muntanyós entre Dego, Montenotte, Carcare i Cairo. En altres llocs, no obstant, va prevaldre el nom (gairebé equivalent) de Langhe (vulgariter enim loca deserta Langae dicuntur segons Lunig) No era un territori homogeni, era més aviat un conjunt de terres disperses en els boscos i els turons del Piemont meridional.
La marca de què fou marquès Aleram, s'estenia aproximadament des del baix Vercellès (país de Vercelli) al Savonès (país de Savona), i a l'àrea costanera entre Finale i Cogoleto. Dins d'aquesta àrea però hi havia centres urbans, com Savona i Acqui, que encapçalades pel seu bisbe, gaudien de gran autonomia, que fou reconeguda pels mateixos emperadors. En el moment de la investidura d'Aleram la resta del Piemont i Ligúria occidental es va dividir en dues grans marques: el nord la Marca d'Ivrea, i al sud, entre Torí i Ventimiglia, la marca de Torí concedida a Arduí Glaber (Arduino Glabrione).

## Principals branques dels descendents d'Aleram i les seves subdivisions
Els Alerams no seguien la regla de la primogenitura, i per mitigar el debilitament de la dinastia causada per la divisió de la propietat feudal, van recórrer al consorci. Els dominis foren en part propietat indivisa entre els descendents dels dos fills d'Aleram, Otó i Anselm, durant gairebé un segle, com ho demostra l'acord que Savona va mantenir amb totes les altres branques de la família fins al 1085.
A finals del segle xi, un segle després de la mort d'Aleram, les tres branques principals de descendents d'aquest eren les següents: 
- Els marquesos de Monferrat, descendents d'Otó. Els seus béns es concentraven al nord del riu Tanaro, encara que en segles posteriors van conquistar molts territoris al Piemont meridional que havien pertangut a altres famílies aleràmiques.

- Els marquesos del Bosco, descendents d'Anselm. Els seus béns patrimonials estaven situats entre Alessandria i Albisola.

- Els marquesos Del Vasto, també descendents d'Anselm, que havien heretat els territoris entre Asti (o més aviat Loreto) i Savona i havien afegit al seu territori una bona part dels dominis dels arduins entre Saluzzo i Albenga.

Aquesta divisió també correspon als béns patrimonials identificats per les tres grans donacions que es van fer a Aleram. Les dues primeres donacions van ser fetes per Hug de Provença i Lotari II, reis d'Itàlia. La primera el 934 era la "corte" (comarca) de "Auriola" (?) que permetia a Aleram expandir els seus dominis al centre històric de Monferrat; la ubicació més acceptada és la de Trino, just al nord del riu Po entre Chivasso i Vercelli, encara que el nom recorda Olivola, a prop de Grazzano (avui Grazzano Badoglio). La donació de l'any següent fou la "corte" de Villa del Foro (la romana "Forum Fulvii" ara un suburbi d'Alessandria), el territori entre "Barcile" i "Carpanum" que podria ser la zona de l'Orba fins a Carpeneto i la Villa de Ronchi (Mombercelli). L'Alessandrino (el país d'Alessandria) i la vall d'Orba i Alexandria (els dos primers béns de la segona donació) seran la principal propietat del marquès del Bosco, mentre que la tercera, no gaire lluny del territori en el qual dos segles més tard va néixer el marquesat d'Incisa, podria haver estat transmesa als marquesos de Sezzadio, els béns dels quals es van fusionar en els béns del marquès del Vasto. Finalment el 967 l'emperador Otó I va donar a Aleram setze "cortes" en el territori devastat pels sarraïns de Fraxinètum a l'interior de Savona i al Langhe. Aquesta zona, anomenada "Vasto", va ser el principal patrimoni dels marquesos coneguts com a Del Vasto.
La separació patrimonial entre les tres branques dels Alerams, que va començar en les primeres dècades del segle xi, va ser completada de conjunt amb l'extinció dels descendents mascles dels marquesos de Torí. Donat que dues filles d'Ulric Manfred II, Berta i Adelaida de Susa, s'havien casat respectivament amb Tete (el pare de Bonifaci del Vasto) i Enric de Montferrat, després de la mort d'Adelaida el territori dels marquesos aleràmics es va poder expandir a través de tota la part inferior de la vall del Po, al baix Piemont, però, va xocar amb les ambicions del comte Humbert II de Mauriena o Moriana, ancestre de la casa dels Savoia). La definició de les àrees de poder d'Humbert de Moriana i de Bonifaci del Vasto es van establir al llarg d'una línia situada entre Staffarda i Carmagnola al llarg de la línia del Po.
El gran domini de Bonifaci "el marquès més famós d'Itàlia", segons el cronista Godofreu Malaterra, va ser dividit entre els seus set fills i això va donar lloc a un gran nombre de línies dinàstiques: El marquesat de Saluzzo, el de Busca i Lancia, el de Ceva, el de Clavesana, el de Savona (Carretto) i el d'Incisa (i efímerament el comtat o marquesat de Loreto).

## Alerams de Montferrat

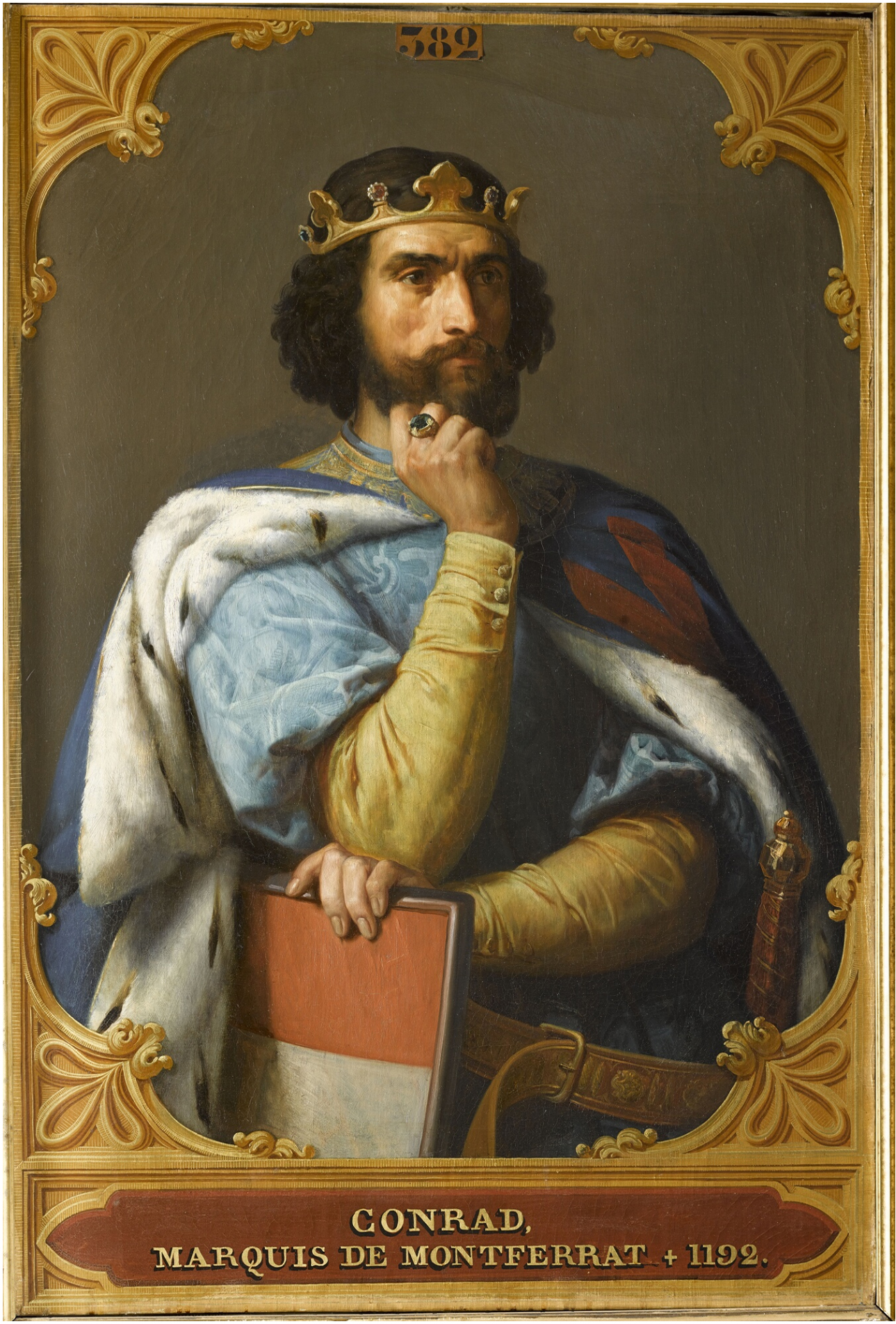
Conrad de Montferrat, que es va convertir per un curt temps també en rei de Jerusalem.

Els descendents d'Aleram van governar durant molts anys de forma consorciada els dominis hereditaris. Després de diverses dècades però, el territori es va convertir en un marquesat de Montferrat del que tenien el domini exclusiu els descendents d'Otó, un dels dos fills d'Aleram.
Des del segle xii, el marquès de Monferrat va elevar en gran manera el seu poder i va esdevenir la principal dinastia feudal del Piemont meridional. Els objectius del marquès foren l'expansió a costa de les importants ciutats comunals d'Asti, Alba i Alessandria, però a la meitat del segle la família també va estar implicada en un segon front, l'oriental. La participació en les guerres a Terra Santa, i en particular la tercera croada, va portar glòria a la cort de Montferrat.
Els successors de Guillem VI, Bonifaci II de Montferrat dit el Gegant, i Guillem VII de Montferrat dit el Gran, es van dedicar a l'extensió dels seus dominis al Piemont. Guillem VII va obtenir la major glòria quan va aconseguir estendre la seva influència per tal de convertir-se també en el capità de Milà. Aquest moment fou potser la cúspide del poder familiar, però el marquès va acabar els seus dies miserablement en una gàbia de ferro, capturat pels alexandrins.
Amb la mort de Guillem VII el Gran, el marquesat va caure en el desordre. El seu fill Joan I de Montferrat va morir sense hereus mascles el 1305 i va ser el darrer marquès de Monferrat de la casa d'Aleram.
La filla de Guillem VII, Violant, s'havia casat amb l'emperador romà d'Orient Andrònic II (fet que mostra el lligam encara molt viu entre ela Alerams i l'Orient): El fill, Teodor, va reclamar el tron de Montferrat i el va aconseguir. A partir d'aquest moment va començar la dominació de la família dels Paleòleg.

### Llista dels marquesos aleràmics de Montferrat

Escut de la casa dels Aleramici, que va posseir el Marquesat de Montferrat.

- Guillem I, comte? però mai marquès, (mort abans del 933)
- Aleram (933 - 967)
  -  Guillem II, fill i comarquès
- Otó I (967 - 991), fill
- Guillem III (991-abans de 1042), fill
- Otó II (abans de 1042 - 1084), fill
  -  Enric (mort el 1045), germà i comarquès
- Guillem IV (1084 - 1100), fill
- Renyer I (1100 - 1136), fill
- Guillem V (1136 - 1191), fill
- Conrad (1191 - 1192), fill
- Bonifaci I (1192 - 1207), germà
- Guillem VI (1207 - 1225), fill
- Bonifaci II (1225 - 1253), fill
- Guillem VII (1253 - 1292), fill
- Joan I (1292 - 1305), fill

### Monferrat a Orient

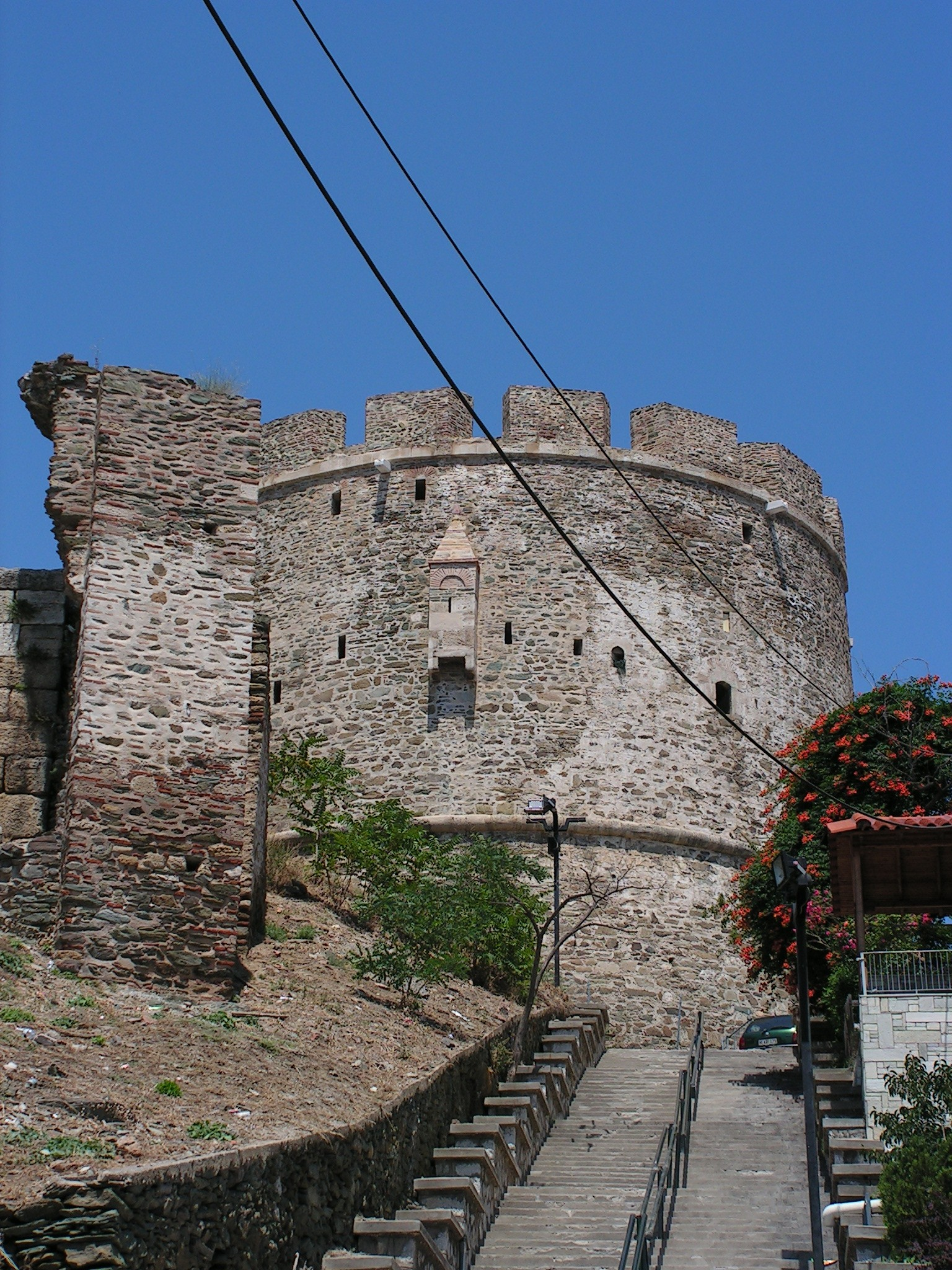
Fortificacions a Tessalònica, la ciutat es va convertir en la capital del regne croat de Bonifaci de Montferrat

Guillem V de Montferrat el Vell, Conrad de Montferrat i Bonifaci de Montferrat van intervenir amb un gran impuls a l'empresa de la croada, fins al punt que Conrad va ser capaç d'arribar a ser, encara que fos breument, en rei de Jerusalem.
Bonifaci pel seu costat va aconseguir pujar al tron d'un nou regne format a Tessàlia: el Regne de Tessalònica. El títol sonava més important que el poder efectiu perquè a la mort de Bonifaci el 1207, després d'un atac al territori de Bulgària, l'efímer regne es va enfonsar amb rapidesa i sense esperança. El seu fill Demetri de Montferrat, un nen, va obtenir el tron de Tessalonica tot i la seva edat, i el poder va ser atorgat als regents. Quan, finalment, el regne va ser annexat al Despotat de l'Epir, Demetri es va veure obligat a refugiar-se a la cort de l'emperador Frederic II, al qui va concedir els drets de successió titular del regne.
Com ja es va esmentar, els Montferrat també van esdevenir membres de la dinastia regnant a l'Imperi Romà d'Orient. Rainier de Montferrat (1162-1183) es va casar el febrer del 1180 amb la filla de Manuel I Comnè, emperador romà d'Orient (1143-1180), i el fill Andrònic I va ser membre de la dinastia governant (encara que en pujar al tron el 1183 fou eliminat ràpidament, el 1185). Els Montferrat es van vincular després amb la dinastia posterior dels Paleòleg: Andrònic II Paleòleg es va casar amb la marquesa Violant filla de Joan I de Montferrat, que va donar a llum a Teodor, que pels drets de la seva mare, va resistir amb èxit a les pretensions successòries dels marquesos de Saluzzo el 1305, a la mort del seu oncle, i amb ell va començar una nova dinastia.

## Els aleramici del Bosco i de Ponzone
Vegeu també: Marquesat del Bosco i Marquesat de Ponzone
D'Anselm III, net del primer fill d'Anselm fill d'Aleram, va néixer Hug, marquès del Bosco i de Ponzone. Va heretar els drets aleràmics en el territori de la costa de Ligúria entre Albisola (a l'est de la Muntanya Priocca) i Varazze, incloent una llengua de terra cap a la plana padana seguint la vall de l'Orba, del Stura i de Piota fins a Alessandria, tenint com a frontera nord-oest el riu Bormida de Spigno.
Dos fills d'Hug, Anselm i Aleram, van originar respectivament les branques de marquesos del Bosco i de marquesos de Ponzone. El primer dominava Bosco, Ovada, Ussecio (avui Belforte Monferrato), Pareto, Mioglia, Monteacuto, Ponte dei Prati (avui Pontinvrea), Casteldelfino i Stella, mentre el segon tenia Ponzone, Sasseno, Spigno, Celle i Varazze.
En segles posteriors el territori va ser disputat entre les ciutats d'Alessandria i Gènova, a les que els marquesos van haver de jurar repetides vegades la submissió. La separació gradual dels béns entre les diferents línies dinàstiques feudals va ser la principal causa de la decadència dels marquesats del Bosco i de Ponzone.

## Els aleramici Del Vasto
Bonifaci del Vasto va dividir els seus territoris entre els seus set fills. Tres d'ells no van tenir descendents, de manera que va originar les quatre dinasties feudals que es descriuen a continuació dels marquesos de Saluzzo, de Ceva i Clavesana (després dividides), de Savona, i de Busca. Bonifaci tenia també un fill del primer matrimoni, desheretat, que probablement mitjançant l'aprofitament de l'herència materna, va donar lloc al Marquesat d'Incisa.

## Els aleramici de Saluzzo

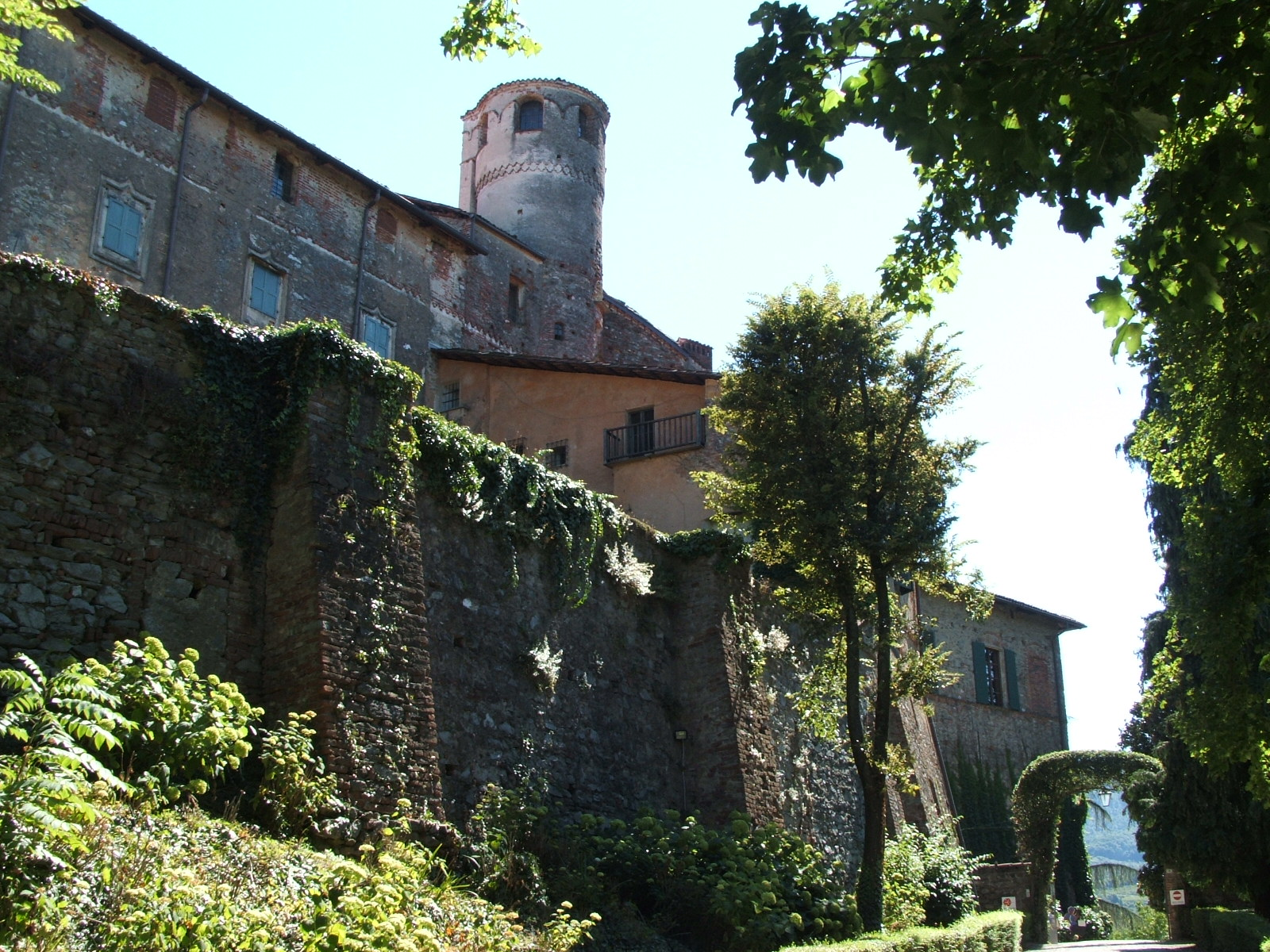
El Castell de Manta, seu de la família del Vasto de Saluzzo

A la mort de Bonifaci del Vasto el territori de Saluzzo (Saluças) va ser pel seu fill gran Manfred. El nom Del Vasto emprat de manera arbitrària pels crònistes de Saluzzo per assenyalar als marquesos de Saluzzo descendents de Manfred, correctament només indica el consorci dels fills de Bonifaci i apareix per primera vegada el 1162 (i dit sigui de pas, de manera que ni tan sols apareix en vida de Bonifaci, que havia estat mort des del voltant de 1125) 
Els Saluzzo durant segles van ser pressionats pel creixent poder dels Savoia; durant molts segles es van mantenir arrelats a la ciutat de Saluzzo (que el marquès Manfred II va designar com la seva capital). El 1305, quan va morir sense hereus Joan I de Montferrat, l'últim marquès aleràmic de Montferrat, el marquès de Saluzzo va provar d'obtenir la successió sense èxit.
El moment de major glòria del Marquesat de Saluzzo es va produir al segle xv, sota els marquesos Lluís I i Lluís II, anys en què el petit estat va ser un gran centre de cultura i art, i un hàbil mediador entre els contendents de la guerra al Piemont d'aquells anys.
Però després de la mort de Lluís II, el marquesat va començar a decaure ràpidament. Les guerres d'Itàlia de Carles VIII i Lluís XII que va devastar el petit país, van passar sense problemes greus. Però després el darrer marquès, Gabriel, va ser deposat, i el territori de Saluzzo per primera vegada va passar sota control francès i després del Tractat de Lió (1601), al de Savoia.
Llista dels marquesos aleràmics de Saluzzo Aleramic
- 1175 - 1175: Manfred I
- 1175 - 1215: Manfred II
- 1215 - 1244: Manfred III
- 1244 - 1296: Tomàs I
- 1296 - 1330: Manfred IV
- 1330 - 1332: Manfred V
- 1330 - 1336: Frederic I
- 1336 - 1357: Tomàs II
- 1357 - 1396: Frederic II
- 1396 - 1416: Tomàs III
- 1416 - 1475: Lluís I
- 1475 - 1504: Lluís II
- 1504 - 1528: Miquel Antoni
- 1528 - 1529: Joan Lluís
- 1529 - 1537: Francesc
- 1537 - 1548: Gabriel

## Aleramici de Ceva
El quart fill de Bonifaci del Vasto, Anselm, va esdevenir després del 1125 el primer marquès de Ceva, senyor d'un territori estratègic als Apenins (aquest títol apareix testimoniat en un document del 1140). A la seva mort, Anselm (que també era senyor de Clavesana per herència d'un germà mort sense fills) va dividir els seus dominis entre els fills Guillem i Bonifaci: el primer fou marquès de Ceva i el segon de Clavesana i Boves. El marquès va tractar de sobreviure a través d'una acurada política de matrimonis i el suport de les autoritats comunals d'Asti i Alba: al segle xii el territori s'havia ampliat considerablement, amb el suport d'Asti (com s'esmenta al Codex Astensis). El promotor d'aquesta expansió va ser Guillem de Ceva, al qual se li atribueix haver consolidat la posició de la família. Des del 1218 no hi ha ha notícies de Guillem de Ceva. El territori va ser dividit entre els seus fills. Un d'ells va obtenir el títol de marquès de Clavesana, que va continuar la línia dels marquesos d'aquest poble. Al segle següent el matrimoni de Caterina de Clavesana amb Enric (III) del Carretto va portar bona part dels territoris de Clavsesana (a l'Albenganès o país d'Albenga) al control de la família del Carretto de Finale.

## El aleramici de Savona (Del Carretto)

Escut dels Del Carretto de Finale

El 10 juny del 1162 Enric del Vasto va obtenir de l'emperador Frederic I, emperador del Sacre Imperi, la investidura de la Marca de Savona, un extens territori, que a partir de la costa de Ligúria (des de Savona fins a Finale) s'estenia al llarg de la vall del riu Bormida gairebé fins a Acqui. Fins i tot Cortemilia i Novello es van afegir als dominis d'Enric unes dècades més tard, amb la mort sense hereus del seu germà Bonifaci, bisbe d'Alba i marquès de Cortemilia. De la mateixa manera, la mort d'Hug de Clavesana, un altre fill de Bonifaci del Vasto, és l'origen dels drets que els descendents d'Enric van exercir a la diòcesi d'Albenga i altres territoris del Marquesat de Clavesana.
D'Enric del Vasto (també anomenat Enric I de Carretto) descendeixen tots els Del Carretto, que en segles posteriors, es van repartir els seus dominis de diverses maneres. Enric, però, mai va utilitzar el nom Del Carretto, que va ser concedit per primera vegada als seus fills després del 1190. El nom ha estat relacionat amb la possessió d'un petit castell d'aquest nom a la vora del riu Bormida, encara que recentment s'han plantejat objeccions a aquesta hipòtesi i s'ha suggerit altres possibilitats.
El control d'Enric del Vasto en l'important territori de la Marca de Savona era més formal que substancial, a causa de la creixent autonomia de les ciutats de Savona, Noli, Alba i Alessandria. A la primera meitat del segle xii Savona i Noli s'havien constituït a poc a poc en ciutats lliures sota la protecció de Gènova, i amb els acords del 1153 amb Savona i del 1155 amb Noli havien formalitzat la seva àmplia autonomia.
Malgrat la presència dels drets de propietat i fiscals al savonès (el país de Savona) i al Nolès (el país de Noli) (drets que van ser canviats per diners en diversos acords a finals de segle) la presència dels Del Carretto a la costa de Ligúria en el moment de la investidura d'Enric era, de fet, limitada a Finale i al Finalès. Aproximadament el 1193 el nucli urbà de Finalborgo fou envoltat de muralles per Enric II, el fill d'Enric del Vasto, que sembla haver estat el primer a utilitzar el títol de marquès de Finale. Durant molts segles, però, els Del Carretto van continuar portant el títol honorífic de "marquès de Savona", que recordava l'antiguitat del seu llinatge i l'origen imperial del títol.
Tant Enric II com el seu fill Jaume eren gibel·lins, com ho fou Enric del Vasto. Jaume es va casar amb una filla natural de Frederic II de Suàbia, Catalina de Marano. Després de la mort de Jaume del Carretto (1265), els seus dominis van ser repartits entre els fills per terceres parts, donant lloc a tres línies dinàstiques diferents. Un d'aquests estats, el terç de Finalborgo, fou un estat sobirà durant tres segles, abans de passar a Espanya (1602). Els altres dos terços foren els de Millesimo, els governants del qual van ser sotmesos després al domini dels marquesos de Montferrat, i els de Novello (del que es va originar després el Marquesat de Gorzegno). A més, al segle xiv els Del Carretto, mercès al matrimoni d'Enric, tercer fill del marquès Jordi de Finales amb Catalina de Clavesana, van donar origen al Marquesat de Zuccarello i al de Marquesat de Balestrino, entre Albenga i Finale.
Tot i la sobirania reconeguda de l'emperador, el Del Carretto constantment hagueren de defensar la seva autonomia davant de les ambicions de Gènova, que considera els territoris dels "marquesos de Savona" com una espina clavada al seu costat (dividia en dues parts les possessions de la República de Gènova). El 1385 Gènova va aconseguir que els marquesos es reconeguessin com els seus súbdits per la meitat dels seus dominis feudals.
Al segle xv però, l'aliança amb els Visconti, primer, i els Sforza després, va permetre que el marquès de Finale pogués gaudir d'una autonomia substancial. Prenent avantatge, però, del confós període de la República Ambrosiana (l'interregne entre les dues dinasties milaneses) Gènova va desencadenar una guerra que va durar des del 1447 al 1448 i va donar lloc a la destrucció per un incendi de Finalborgo, la capital del marquesat, la demolició del castell Gavone i la completa submissió a Gènova. Ja el 1450, això no obstant, Joan I del Carretto va reconquerir el marquesat i va entrar a Finale.
Durant la resta del segle xv (i al segle xvi) el Marquesat de Finale, en estreta relació amb Andreu Doria, es va mantenir independent. Gènova va tornar a envair el Marquesat de Finale el 1558, en suport de les protestes de la població, esgotada per les dificultats econòmiques de l'última fase de la guerra abans de la pau de Cateau-Cambrésis i el rígid govern d'Alfons II del Carretó. Després d'un retorn temporal del marquès, va esclatar una nova rebel·lió fomentada i protegida per Espanya, que volia assegurar-se que el domini directe sobre l'únic port de la costa de Ligúria que no depenia de Gènova i que estava comunicat amb el Milanesat a través dels feus imperials de Montferrat. Aquesta fita es va assolir el 1598 quan el darrer, Andreu Sforza, va vendre a Felip II d'Habsburg tots els drets en tots els seus feus.
Al final de la guerra de successió espanyola, el Marquesat de Finale va ser infeudat a la República de Gènova, però va mantenir els seus estatuts medievals fins al naixement de la República de Ligúria el 1797. De totes les dinasties aleràmiques, la dels Del Carretto que va ser la més longeva i la Marca de Savona, encara que molt reduït en mida, va trobar en els marquesos de Finale la més perdurable de les seves branques.
Amb base en aquesta història, una associació cultural, Els Aleramicis de Savona, treballa en la reconstrucció històrica de la guerra medieval i danses del renaixement.

## Aleramici de Busca i la branca siciliana dels Lancia
Una altra branca important de la dinastia van ser els aleramici anomenats Lancia (Llança). Eren descendents de Guillem del Vasto, el fill de Bonifaci del Vasto que va esdevenir, a la mort del pare, el primer marquès de Busca. El marquesat, atrapat entre les ambicions de la nova ciutat de Cuneo, el poder dels marquesos de Saluzzo i l'ocupació de part del Piemont pels angevins només van sobreviure fins al final del segle xiii. Sembla, però, que una branca d'aquesta dinastia s'havia traslladat a Sicília i va donar lloc a una de les famílies aleràmiques més importants (no tots els genealogistes estan d'acord en aquest tema), els Lancia o Lanza (Llança).
Guillem del Vasto va tenir tres fills: Berenguer (Berengari), que va heretar el marquesat, del qual descendeixen els Lancia piemontesos (família, que va seguir existint fins al segle xix, Manfred i Conrad. Aquestos van heretar del seu oncle Odó Boveri (un altre fill de Bonifaci del Vasto que fou comte de Loreto) diversos feus a l'Astigiano (el país d'Asti).
El fundador dels Lancia, d'acord amb molts genealogistes, hauria estat el mateix Manfred, que havia rebut el sobrenom de "Lanza" (català Llança) a causa de ser el llancer al servei de l'emperador Frederic I Barba-roja. Ell hauria estat el pare de Blanca Lancia de la qui es va enamorar l'emperador Frederic II. Aquest va quedar lligat a Blanca per més de vint anys i segons la llegenda, s'hi va casar un parell de dies abans de morir. De Blanca, Frederic II va tenir el fill Manfred de Suàbia que seria nomenat vicari del regne de Sicília i que va morir en la batalla de Benevent el 1266. Manfred és esmentat per Dante en el tercer cant del Purgatori.
Les circumstàncies de la trobada de Blanca i Frederic, que es va produir el 1210, no estan clares. Alguns pensen que es va dur a terme a la cort del marquès Bonifaci I de Montferrat, a la cort del qual s'havia traslladat al seu pare després de la mort de Frederic I Barba-roja, segons altres l'espurna de l'amor va sorgir al castell d'Agliano (a prop de Loreto) el propietari del qual, Bonifaci d'Agliano, s'havia casat amb la vídua de Manfred Lancia. L'amistat amb l'emperador va portar al nomenament de Manfred II Lancia (germà de Blanca) com a vicari general imperial d'Itàlia i després de capità de Pavia i d'Asti on va morir assassinat el 1248. A la cort dels Hohenstaufen a Sicília, es va desenvolupar com una branca de la família alerama al sud d'Itàlia
Galvà Lancia va arribar a ser un important funcionari de la cort alemanya a Palerm; va ser nomenat vicari de la Toscana i gran mariscal de Sicília. Després de la batalla de Benevento del 1266, va fugir a Calàbria juntament amb Manfred de Sicília, va lluitar amb el jove Conrad II de Suàbia (Conradí) en contra de Carles d'Anjou, i va ser fet presoner pels francesos, que el van decapitar junt amb els seus fills Bartomeu i Galeot.
El nebot de Conrad I Lancia, després d'escapar amb fortuna de les massacres comeses contra els defensors dels suaus, va fugir cap a territori de la corona catalana, on va ser ajudant del rei Pere III el Cerimoniós i capità de diverses expedicions militars, incloent-hi la intervenció a Sicília el 1282. El seu fill Galeot va ser comte de Caltanissetta i gran canceller del Regne de Sicília el 1297.

## El aleramici d'Incisa

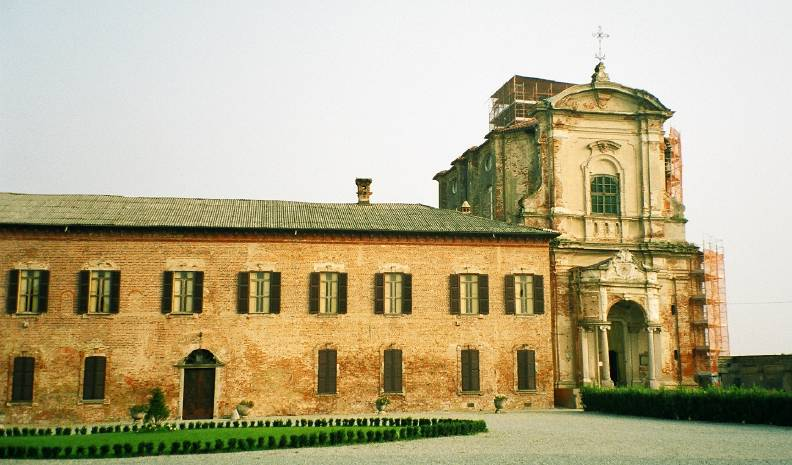
L'Abadia de Lucedio, on estan enterrats els sobirans de Montferrat

Un altre potentat de particular importància va ser el marquès d'Incisa, títol creat al segle xii per a Albert del Vasto i conservat, amb alts i baixos, fins al 1548.
La política dels marquesos d'Incisa va oscil·lar sempre entre Milà i Montferrat. Destrossat per la guerra civil, Incisa va veure en la figura d'Odó d'Incisa, al final del segle xv, un personatge de carisma particular, que va intentar enderrocar al marquès Guillem IX de Montferrat. Descobert el complot, Odó va ser condemnat a mort. El territori del marquesat fou llavos annexionat als dominis dels Gonzaga de Montferrat.

## Art

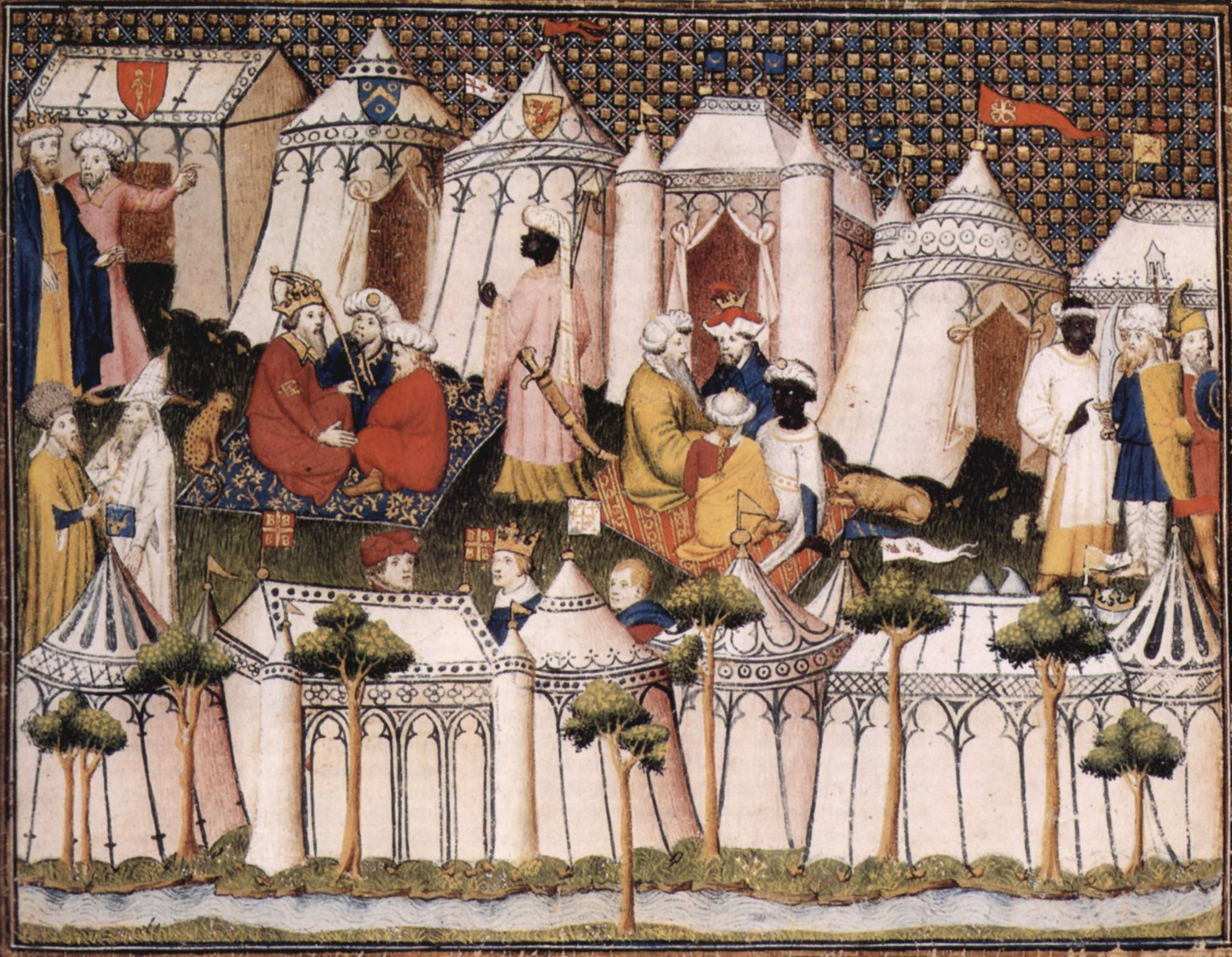
Miniatura del Maestro der Cité des Dames, conservada a la Biblioteca Nacional de París, que representa un episodi de El cavaller errant de Tomàs III.

### La literatura a la cort dels alerams
Poc conegut, però d'extrema importància per a la història de la literatura regional, va ser el patrocini de certs prínceps de nissaga aleràmica, que van acollir en les seves petites corts un gran nombre d'artistes, especialment escriptors.
La cort de Montferrat va rebre un gran nombre de poetes i artistes de l'època: la poesia provençal trobava en les gestes dels Monferrat a l'Orient un bon punt de partida de contes èpics. En el Piemont, en aquests anys eren famosos poetes com Gaucelm Faidit, Raimbald di Vaqueiras i Bertran de Born. Però la mort de Bonifaci, quan el seu fill Guillem VI va decidir concentrar la seva política només en la consolidació del poder al marquesat i en la seva defensa, va provocar la ira dels cortesans i poetes que treballaven a la cort del seu pare. En poc temps van abandonar el Montferrat i van trobar la inspiració per a les seves obres en les accions d'altres caps croats.
Mereix una discussió a banda Tomàs III de Saluzzo, que va escriure durant un període de presó a Torí, en els primers anys del segle xv, un poema en llengua provençal sota el títol Le Chevalier Errant, que fou conegut gairebé exclusivament en els cercles intel·lectuals.
Gioffredo della Chiesa, a Saluzzo, va escriure, en italià (un punt d'inflexió important al segle xv, quan es va passar de la llengua provençal a la llengua de Dante) una Crònica de Saluzzo.

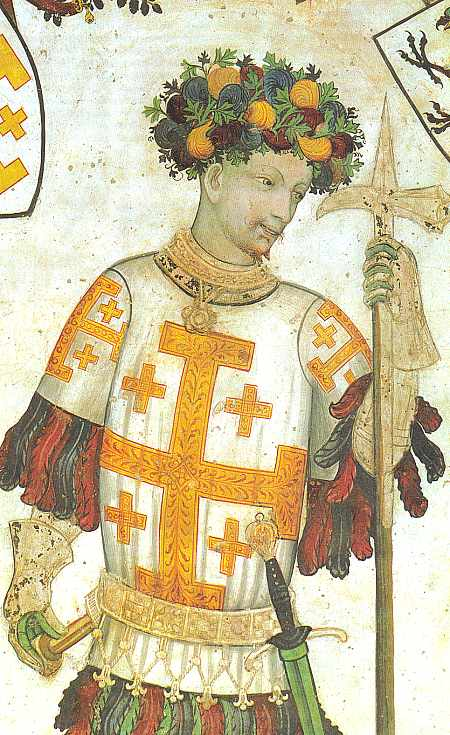
Mestre del Castello della Manta, detall de Godofreu de Bouillon

A la cort de Casale, el marquès Galeot del Carretto de Millesimo va escriure la Crònica del Montferrat, de la que es va fer ressò Benvenuto da Sangiorgio sobre el mateix tema.
Fins i tot Lluís II de Saluzzo, príncep mecenes de les arts, va escriure un Tractat sobre el Bon Govern dels Estats (1499).

### Pintura
En el camp pictòric, destaca el cicle de frescos realitzat al Castell de la Manta per un mestre no identificat (conegut pel Mestre del Castell de la Manta). L'edifici, propietat de Valerà de Saluzzo, encara té avui dia la important sèrie de pintures els personatges de les quals estan agafats del poema de Tomàs III "Le Chevalier Errant", i representen els cortesans de l'època.
Cal destacar l'abadia de Lucedio, fundada pel marquès de Montferrat Renyer I, que va esdevenir el principal lloc de culte del Marquesat de Montferrat. Guarda al seu interior les restes de molts descendents d'Aleram.
Hi ha molts castells dignes d'esment, en els quals els membres de la dinastia dels Aleram van viure: per exemple el castell de Camino, l de San Giorgio Monferrato, el de Finale i el de Saluzzo.